# Hans Wilhelm Doerr
Hans Wilhelm Doerr (* 15. Januar 1945 in Arnstadt) ist ein deutscher Virologe.

## Werdegang und Wirken
Doerr besuchte das humanistische Gymnasium in Berlin-Steglitz, Kiel und Heidelberg (Abitur 1964). Nach einjährigem Grundwehrdienst studierte er zwischen 1965 und 1970 Medizin in Heidelberg, Mannheim, Kiel und München. 1971 promovierte er summa cum laude.
Er war zunächst Medizinalassistent an den Universitätskliniken in München und Freiburg. Von 1972 bis 1977 war er wissenschaftlicher Assistent am Hygiene-Institut der Universität Freiburg. 1977 ging er als Oberarzt an das Institut für Medizinische Virologie der Universität Heidelberg, wo er sich 1978 für Medizinische Mikrobiologie und Allgemeine Hygiene habilitierte. 1981 erhielt er eine C2-Professur für Medizinische Virologie an der Universität Heidelberg.
Von 1985 an war er Professor und Direktor des Institutes für Medizinische Virologie der Universität Frankfurt am Main. Doerr forschte und lehrte auf der Grundlage der virologischen Krankenversorgung. Er hat mehrere Lehrbücher bzw. Buchbeiträge verfasst und herausgegeben, darunter ein Standardlehrbuch der Med. Virologie. Als Autor und Coautor veröffentlichte er eine Vielzahl von Artikeln in internationalen, wissenschaftlichen Fachzeitschriften zur Diagnostik, Epidemiologie und Prävention von endemischen und importierten Viruskrankheiten (u. a. zur Entdeckung des SARS Coronavirus durch Anzüchtung in Zellkultur und Antikörpernachweis), zur Therapie und Therapieresistenz (HIV, Herpesviren, SARS) und zur Pathogenese der Zytomegalie. Zu seinen Schülern gehört u. a. Jonas Schmidt-Chanasit. 2012 wurde er emeritiert.
Zwischen 1996 und 2001 war er Präsident der Deutschen Vereinigung zur Bekämpfung der Viruskrankheiten.
Doerr ist seit 1965 Mitglied des Heidelberger Wingolfs.

## Ehrungen
- 2012: Verdienstkreuz am Bande der Bundesrepublik Deutschland